# AMO-2
L'AMO-2 era un autocarro prodotto dalla ditta AMO di Mosca dal 1930 al 1931. 

## Storia
Il camion è stato realizzato per sostituire l'AMO F-15, che era una copia di un progetto Fiat. Come il predecessore, anche l'AMO-2 non era un progetto originale, ma una copia del camion americano Autocar Dispatch SA. Furono costruiti circa 1900 veicoli, prima che l'AMO-2 fosse modernizzato come AMO-3.
Poiché il camion AMO F-15 stava diventando relativamente obsoleto, è stata vista la necessità di una sostituzione. Tuttavia, AMO non era ancora in grado di produrre i propri modelli, quindi si cercò una partnership estera. Inizialmente, ci sono stati colloqui con Mercedes-Benz per la produzione di camion nello stabilimento di Mosca, ma è stata scelta l'azienda americana Autocar. Come tale, Autocar offrì all'Unione Sovietica il suo modello di camion Autocar Dispatch SA da 2,5 tonnellate e circa 2.006 kit di montaggio furono inviati in Unione Sovietica.
L'AMO-2 ha portato varie innovazioni nella costruzione di autocarri sovietici. È stato il primo veicolo ad essere dotato di una pompa del carburante a membrana e di accensione a batteria. Inoltre, tramite il cambio manuale veniva azionato anche un piccolo compressore, che poteva essere utilizzato per riempire d'aria gli pneumatici. L'AMO-2 era disponibile con un motore a 6 cilindri, che si dimostrò relativamente affidabile e durevole. Poiché l'Unione Sovietica importava sempre meno veicoli per varie ragioni, principalmente politiche, era ovvio che l'Unione Sovietica avrebbe avuto bisogno di produrre l'AMO-2 con parti costruite localmente e non con parti importate. Come tale, l'AMO-3 modernizzato è stato costruito. Sulla base dell'AMO-2, sono state costruite anche alcune varianti di furgoni e autobus.